# Fucistia
Super-classe
La super-classe des Fucistia est une super-classe d'algues de l'infra-embranchement des Marista, dans l'embranchement des Ochrophyta. 

## Liste des classes
Selon AlgaeBase (26 juil. 2012) et World Register of Marine Species (26 juil. 2012) :
- classe Aurearenophyceae Kai, Yoshii, Nakayama & Inouye
- classe Chrysomerophyceae T.Cavalier-Smith
- classe Phaeophyceae F.R.Kjellman
- classe Phaeothamniophyceae R.A.Andersen & J.C.Bailey
- classe Schizocladiophyceae E.C.Henry, K.Okuda, & H.Kawai
- classe Xanthophyceae Allorge ex Fritsch